# Polimetilmetacrilato
El metacrilato, también conocido por sus siglas PMMA, es uno de los plásticos de ingeniería. La placa de acrílico se obtiene de la polimerización del metacrilato de metilo y la presentación más frecuente que se encuentra en la industria del plástico es en gránulos («granza» o «pellas» en español; «pellets» en inglés) o en placas. Los gránulos plásticos son para el proceso de inyección o extrusión y las placas para termoformado o para mecanizado.
Compite en cuanto a aplicaciones con otros plásticos como el policarbonato (PC) o el poliestireno (PS), pero el acrílico se destaca frente a otros plásticos transparentes en cuanto a resistencia a la intemperie, transparencia y resistencia al rayado.
Por estas cualidades es utilizado en la industria del automóvil como el faro del coche, iluminación, cosméticos, espectáculos, construcción y óptica, entre muchas otras. En el mundo de la medicina se utiliza la resina de polimetilmetacrilato para la fabricación de prótesis óseas y dentales y como aditivo en polvo en la formulación de muchas de las pastillas que podemos tomar por vía oral. En este caso actúa como retardante a la acción del medicamento para que esta sea progresiva. 
En gránulos el acrílico es un material higroscópico, razón por la cual es necesario secarlo antes de procesarlo.

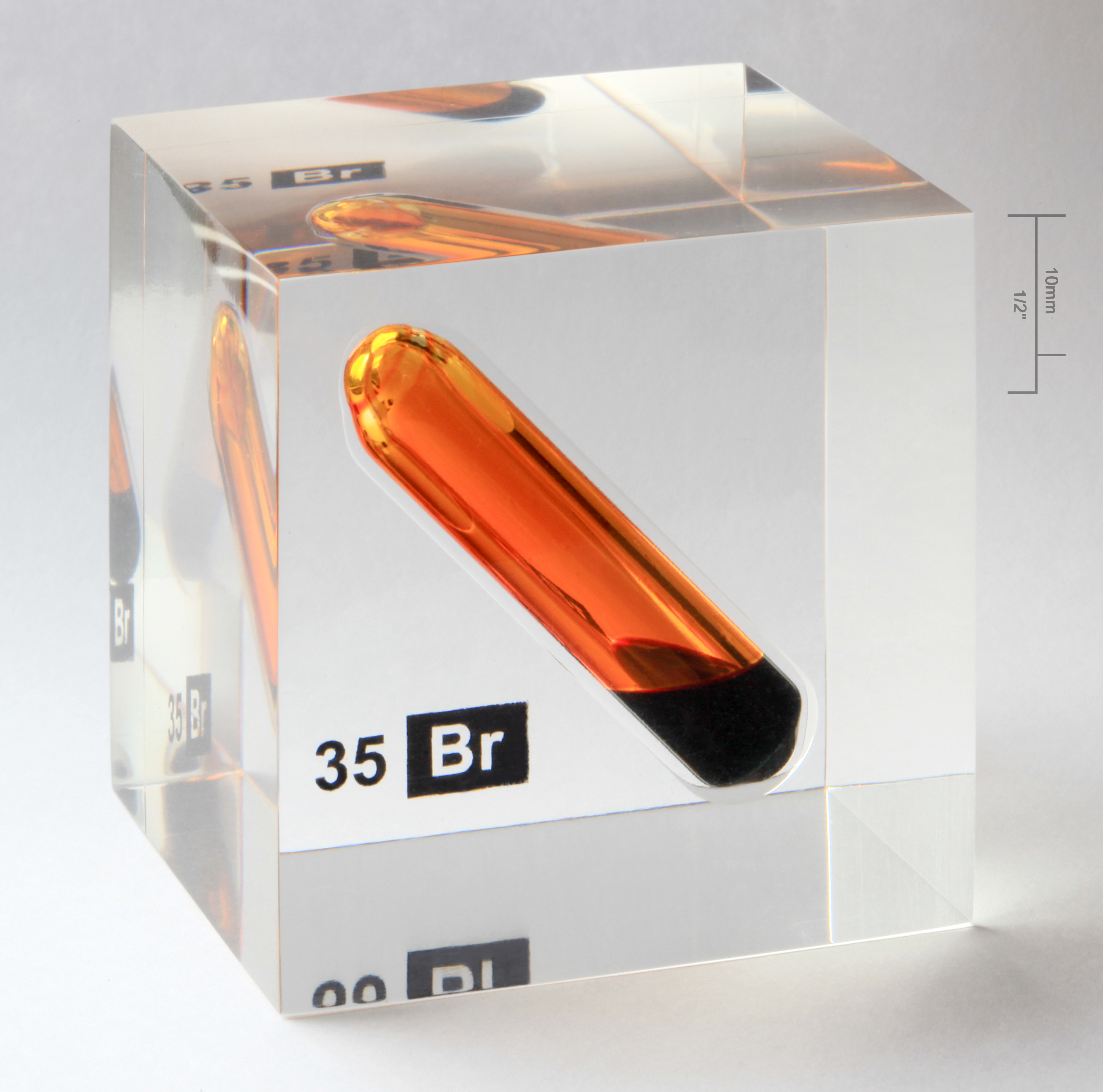
Vial de bromo en cubo acrílico

Se distingue el metacrilato como nombre común para las planchas o placas de polimetilmetacrilato, siendo el nombre químico mucho más genérico a todo tipo de elemento (no solo placas) formado con este material (resinas, pastas, gránulos, adhesivos, emulsiones...). El PMMA es un polímero termoplástico altamente transparente que se obtiene de la polimerización del monómero metilmetacrilato. Debido a su transparencia, estética y resistencia a los rasguños, el PMMA se puede considerar como una alternativa ligera al cristal. A veces, también se le llama cristal acrílico.
Se puede usar el PMMA como alternativa al policarbonato (PC) si se necesita mayor transparencia, resistencia UV o a los rasguños y si las altas propiedades contra impactos no son cruciales para la aplicación.
La Rohm and Haas Company fabricó el PMMA por primera vez en 1933. Las marcas principales de PMMA son Altuglas, Plexiglas y Diakon.

## Historia
El primer ácido acrílico (resina uv) fue creado en 1843. El ácido metacrílico, derivado del ácido acrílico, se formuló en 1865. La reacción entre ácido metacrílico y metanol dio como resultado el éster metacrilato de metilo. En 1877 el químico alemán Wilhelm Rudolph Fittig  descubrió el proceso de polimerización que convierte el metacrilato de metilo en metacrilato de polimetilo. En 1933, la marca "Plexiglas" fue patentada y registrada por otro químico alemán,  Otto Röhm. En 1936,  Imperial Chemical Industries (ahora Lucite International) comenzó la primera producción comercialmente viable de vidrios de seguridad acrílicos. Durante la Segunda Guerra Mundial tanto las fuerzas aliadas como las del Eje utilizaron vidrios acrílicos para los periscopios de los submarinos y los parabrisas y en torretas de los aviones. A los pilotos de aviones cuyos ojos fueron dañados por los fragmentos de PMMA que volaban les fue mucho mejor que a los heridos por vidrios estándar, lo que demostró el muy alto grado de compatibilidad entre los tejidos humanos y el PMMA en comparación con el vidrio.
En la biomedicina:
El polimetilmetacrilato (PMMA) comenzó a usarse en ortopedia a finales de la década de los 40.  Desde entonces, su uso se ha extendido no solo a otros implantes articulares, sino también al relleno de cavidades e incluso como suplemento para la fijación de fracturas patológicas y hueso osteoporótico.
Este compuesto ha pasado por diferentes fases de evolución. En su primera generación, el PMMA tenía una viscosidad alta y se desarrollaba mediante una mezcla manual no presurizada. En la segunda generación, el compuesto pasó a tener una viscosidad baja; seguía mezclándose manualmente, pero se implementó la presurización con pistola. En la tercera generación, la viscosidad se mantuvo, pero la mezcla se realizaba con centrifugación en vacío, manteniendo la presurización con pistola. Finalmente, la cuarta generación conservó las características de la tercera, pero añadió centradores en el vástago y espaciadores de cotilo. 
En biomedicina, el PMMA se mezcla para formar el cemento encargado de reparar las rupturas. Este se compone de dos partes: una en polvo y otra líquida, en una proporción de 2:1.
La parte en polvo está compuesta por un 87% de PMMA, un 10% de agente radioopaco (sulfato de bario o dióxido de zirconio) y entre un 2% y 5% de peróxido de benzoilo. La parte líquida contiene un 97% de metilmetacrilato, un agente oxidante (éster metílico de hidroquinona, topanol o hidroquinina) y una amina terciaria (3% de DMP-toluidina), que actúa como catalizador y acelerador de la polimerización.

### Nombre y nombres comerciales
Los nombres comunes usados son metacrilato polimetilico (polymethyl methacrylate y polimetilmetacrilato (polymethylmethacrylate). El nombre químico completo es poli(metil-2 metilpropenoato). (Es un error común el uso de "an" en lugar de "en".)
Aunque a menudo llamado simplemente «acrílico», esa referencia (polímero acrilato) también puede referirse a otros polímeros o copolímeros que contienen poliacrilonitrilo. Algunos nombres comerciales notables son:
- Acrylite®, una marca comercial de Evonik Cyro desde 1976;[7]
- Lucite® (no leucita, a pesar de que suenan casi igual), una marca registrada de DuPont, registrada por vez primera en 1937;[8]
- R-Cast®, una marca comercial de  Reynolds Polymer Technology. Fundada en 1987  después de la escisión de Reynolds & Taylor. Se especializan en acrílico monolítico de gran escala y grosor;[9]
- Plexiglas®, una marca comercial de ELF Atochem, ahora una subsidiaria de Arkema en EE. UU.,[10] una marca registrada de Evonik Röhm GmbH en otras partes del mundo.[11] Hasta 1998 esta marca comercial pertenecía a la empresa química Rohm and Haas,[12] quienes la registraron inicialmente, y comercializaron por primera vez el metacrilato;
- Optix®, una marca comercial de Plaskolite;[10]
- Perspex®, una marca comercial de Imperial Chemical Industries;[10]
- Oroglas®, una marca comercial de Rohm & Haas;[13]
- Altuglas®, también una marca comercial de Rohm & Haas;[14]
- Cyrolite®, una marca comercial de CYRO;[10]
- Zylar®, una marca comercial de Nova Chemicals.[10]

## Aplicaciones

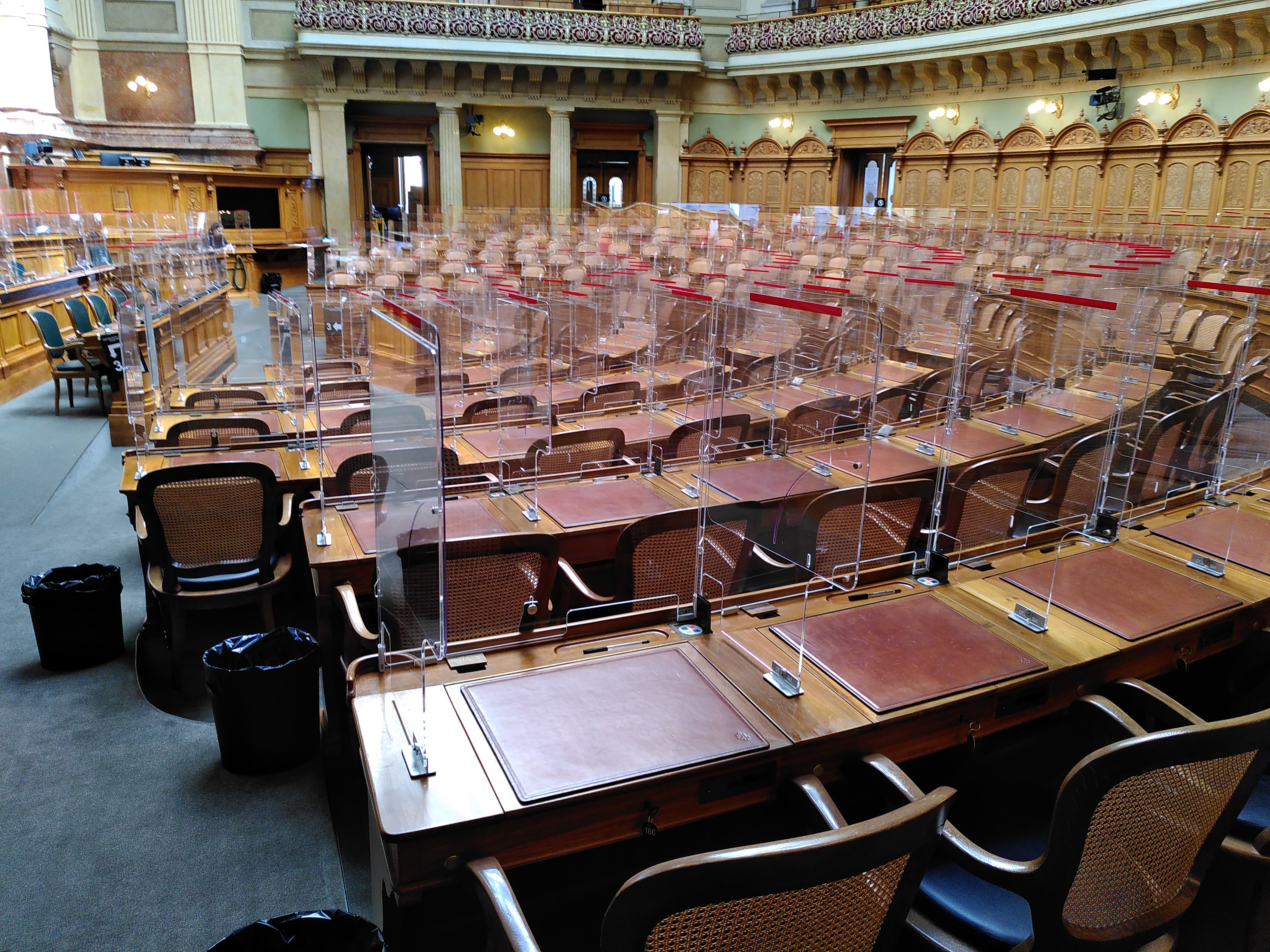
Consejo Nacional de Suiza con protección de plexiglás durante la pandemia de COVID-19.

Las aplicaciones del PMMA son múltiples, entre otras señalización, expositores, protecciones en maquinaria, mamparas separadoras decorativas y de protección, acuarios y piscinas, obras de arte, etc. Las ventajas de este material son muchas pero las que lo diferencian del vidrio son: bajo peso, mejor transparencia, menor fragilidad. De los demás plásticos se diferencia especialmente por su mejor transparencia, su fácil moldeo y su posible reparación en caso de cualquier raya superficial. La posibilidad de obtener fibras continuas de gran longitud mediante un proceso de fabricación relativamente barato hacen junto con su elevada transparencia que sea un material muy empleado para la fabricación de fibra óptica. Últimamente encontramos muchos diseños, colores y acabados en las planchas que abren un mundo de posibilidades para su uso en arquitectura y decoración, sectores en los que cada vez se emplea más frecuentemente.
El PMMA no es tóxico si está totalmente polimerizado. Su componente el MMA (monómero de metacrilato de metilo) sí lo es en fase al bronce
.
Aplicaciones en la biomedicina:
- Prótesis: Se utiliza en la fabricación de prótesis óseas y dentales, así como en cemento óseo para fijar implantes.[15]
- Lentes intraoculares: Ideal para cirugía ocular por su claridad y compatibilidad con el tejido humano.[16]
- Rellenos estéticos: Se aplica en tratamientos de rejuvenecimiento facial y corrección de arrugas, actuando como un relleno permanente.  [17]
- Odontología: Utilizado en obturaciones y como material de base para restauraciones dentales.[18]

## Propiedades
Entre sus propiedades se destacan:
- Transparencia de alrededor del 93 %. El más transparente de los plásticos.
- Alta resistencia al impacto, de unas diez a veinte veces la del vidrio.
- Resistente a la intemperie y a los rayos ultravioleta. No hay un envejecimiento apreciable en diez años de exposición exterior.
- Excelente aislante térmico y acústico.
- Ligero en comparación con el vidrio (aproximadamente la mitad), con una densidad de unos 1190 kg/m³ es sólo un poco más denso que el agua.
- De dureza similar a la del aluminio: se raya fácilmente con cualquier objeto metálico, como un clip. El metacrilato se repara muy fácilmente con una pasta de pulir.
- De fácil combustión, no es autoextinguible (no se apaga al ser retirado del fuego). Sus gases tienen olor afrutado y crepita al arder. No produce ningún gas tóxico al arder por lo que se puede considerar un producto muy seguro para elementos próximos a las personas al igual que la madera.
- Gran facilidad de mecanización y moldeo.
- Se comercializa en planchas rectangulares de entre 2 y 120 mm de espesor. Existe con varios grados de resistencia (en unas doce calidades diferentes) y numerosos colores. Se protege su superficie con una película de polietileno para evitar que se raye al manipularlo.
- Se puede mecanizar en frío pero no doblar (serrado, esmerilado, acuchillado, pulido, etc.). Para doblarlo hay que aplicar calor local o calentar toda la pieza. Esto último es un proceso industrial complejo que requiere moldes y maquinaria especializada.
- El metacrilato presenta gran resistencia al ataque de muchos compuestos pero es atacado por otros, entre ellos: Acetato de etilo, acetona, ácido acético, ácido sulfúrico, alcohol amílico, benzol, butanol, diclorometano, triclorometano (cloroformo), tolueno y etanol.